# Terasy Ještědu
Terasy Ještědu jsou přírodní památka na hoře Ještěd v okrese Liberec.

## Předmět ochrany
Důvodem ochrany lokality je unikátní nahromadění produktů mrazového zvětrávání na svazích Ještědu. Jednotlivé části památky (např. Kamenná vrata, Červený kámen, vrcholové sutě) návštěvníkům přibližuje vybudovaná Naučná stezka Terasy Ještědu.